# Japan Chin
Der Japan Chin (jap. 狆, Chin) ist eine von der FCI (Nr. 206, Gr. 9, Sek. 8) anerkannte japanische Hunderasse.

## Herkunft
Chin ist eine Verkürzung aus chiinu, das wiederum eine aus chiichi inu darstellt, japanisch für „kleiner Hund“. Das Schriftzeichen selber wurde nicht aus dem Chinesischen übernommen, sondern in Japan geschaffen (Kokuji) und bedeutet „Hund (犭) der drinnen (中) ist“.
Bereits vor 1000 Jahren ist auf japanischen Bildern, Bronzen und anderen Kunstgewerbeartikeln ein Hund zu erkennen, der dem heutigen Chin ähnelt. Wie der heutige Chin entstanden ist, ist umstritten. Es galt: je kleiner dieser Hund desto wertvoller. Er war der beliebteste Hund des japanischen Adels, fast jeder unterhielt eine Zucht.
Der Japan Chin genießt in Japan eine sehr hohe Wertschätzung. Wann die Hunde nach Europa kamen, ist ungewiss. Ab 1860 kamen immer wieder einzelne Hunde nach England. Nach Deutschland kam das erste Pärchen 1880 als Weihnachtsgeschenk der japanischen Kaiserin an die Kaiserin Augusta. Heutzutage ist er hier fast in Vergessenheit geraten.

## Aussehen
Das Erscheinungsbild des adligen Zwerghundes ist elegant, kompakt, kurznasig, mit einem orientalischen  Ausdruck. Ein Japan Chin bewegt sich mit Stil und hat ein dichtes Fell mit einer fedrigen Rute, die über dem Rücken getragen wird. Der Umriss des Hundes zeigt ein quadratisches Erscheinungsbild. Die Schulterhöhe beträgt etwa 25 cm. Seine Farbe ist weiß/schwarz oder weiß/rot.

## Gesundheitliche Probleme
Als recht häufige Krankheiten gab Wegner Trichiasis und Distichiasis 1979 an.   Der Japan Chin gehört zu den brachycephalen Rassen und hat entsprechende gesundheitliche Probleme. Die Rasse ist überdurchschnittlich von Trübung der Augenlinse (Katarakt) betroffen.

## Situation in den Niederlanden
In den Niederlanden ist die Zucht von kurznasigen Hunden aller Rassen, einschließlich der Mischlinge, grundsätzlich als Qualzucht verboten, soweit deren Nasenlänge nicht mindestens ein Drittel der Kopflänge beträgt.
In einer Mitteilung des Ministeriums LNV (Ministerium für Landwirtschaft, Natur und Lebensmittelqualität) wurde bekanntgegeben, dass ab sofort begonnen wird, anhand von Kontrollen dieses Gesetz durchzusetzen. im Fokus stehen insbesondere wegen möglichem Atemwegssyndrom (BOAS) alle brachycephalen Rassen.

## Charakter
Der Japan Chin hat ein sehr sanftes Wesen, er ist ruhig und angenehm. Er ist auch als Stadthund geeignet.

## Rezeption in der Kunst
Um 1875 schuf der französischen Maler Édouard Manet mit dem Gemälde Tama, ein japanischer Hund die künstlerische Darstellung eines Japan Chin.